# Rhinella
Rhinella es un género de anfibios de la familia Bufonidae nativo del sur de Norteamérica, América Central y América del Sur. Originalmente, todas las especies de Rhinella estaban incluidas en el género Bufo, que posteriormente se desdobló en Rhinella y Rhamphophryne. 
Chaparro, Pramuk y Gluesenkamp (2007) consideran que ambos géneros son sinónimos de Rhinella.
A pesar de que otros autores, como Pauly, Hillis y Cannatella (2004) continúan considerando Rhinella como subgénero  de Bufo, la amplia revisión taxonómica de anfibios realizada en 2006 por el equipo de Darrel R. Frost, del Museo Americano de Historia Natural, ha establecido que Rhinella sea un género independiente.

## Especies
Se reconocen las siguientes 96 especies:
- Rhinella abei (Baldissera, Caramaschi & Haddad, 2004)
- Rhinella achalensis (Cei, 1972)
- Rhinella achavali (Maneyro, Arrieta, & de Sá, 2004)
- Rhinella acrolopha (Trueb, 1971)
- Rhinella acutirostris (Spix, 1824)
- Rhinella alata (Thominot, 1884)
- Rhinella amabilis (Pramuk & Kadivar, 2003)
- Rhinella amboroensis (Harvey & Smith, 1993)
- Rhinella arborescandens (Duellman & Schulte, 1992)
- Rhinella arenarum (Hensel, 1867)
- Rhinella arequipensis (Vellard, 1959)
- Rhinella arunco (Molina, 1782)
- Rhinella atacamensis (Cei, 1962)
- Rhinella azarai (Gallardo, 1965)
- Rhinella bella Menéndez-Guerrero, Lima dos Santos, Salazar-Nicholls, Green & Ron, 2024[4]
- Rhinella bergi (Céspedez, 2000)
- Rhinella bernardoi (Sanabria, Quiroga, Arias & Cortez, 2010)
- Rhinella casconi[5] (Roberto, Brito & Thomé, 2014)
- Rhinella castaneotica (Caldwell, 1991)
- Rhinella centralis (Narvaes & Rodrigues, 2009)
- Rhinella ceratophrys (Boulenger, 1882)
- Rhinella cerradensis (Maciel, Brandão, Campos & Sebben, 2007)
- Rhinella chavin (Lehr, Köhler, Aguilar & Ponce, 2001)
- Rhinella chrysophora (McCranie, Wilson & Williams, 1989)
- Rhinella cristinae (Vélez-Rodríguez & Ruiz-Carranza, 2002)
- Rhinella crucifer (Wied-Neuwied, 1821)
- Rhinella dapsilis (Myers & Carvalho, 1945)
- Rhinella diptycha (Cope, 1862)
- Rhinella dorbignyi (Duméril & Bibron, 1841)
- Rhinella fernandezae (Gallardo, 1957)
- Rhinella festae (Peracca, 1904)
- Rhinella fissipes (Boulenger, 1903)
- Rhinella gallardoi (Carrizo, 1992)
- Rhinella gildae[6] (Vaz-Silva, Maciel, Bastos & Pombal, 2015)
- Rhinella gnustae (Gallardo, 1967)
- Rhinella granulosa (Spix, 1824)
- Rhinella henseli (Lutz, 1934)
- Rhinella hoogmoedi (Caramaschi & Pombal, 2006)
- Rhinella horribilis (Wiegmann, 1833)
- Rhinella humboldti (Gallardo, 1965)
- Rhinella icterica (Spix, 1824)
- Rhinella inca (Stejneger, 1913)
- Rhinella inopina (Vaz-Silva, Valdujo & Pombal, 2012)

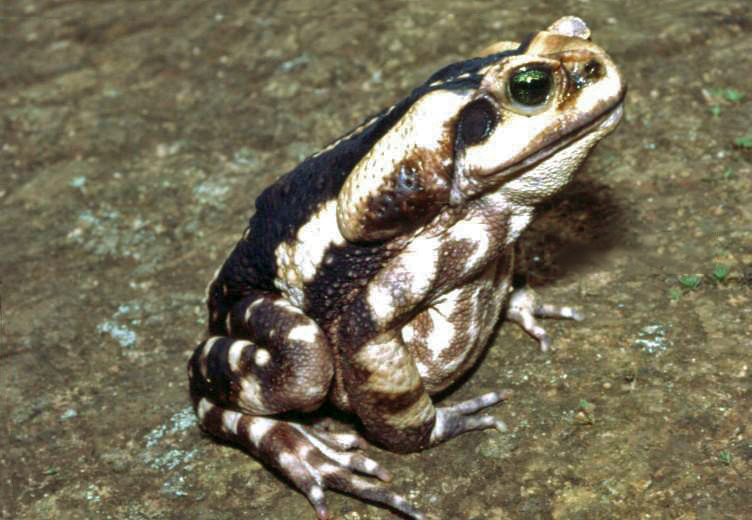
Rhinella icterica

- Rhinella iserni (Jiménez de la Espada, 1875)
- Rhinella jimi (Stevaux, 2002)
- Rhinella justinianoi (Harvey & Smith, 1994)
- Rhinella kuka Köhler, Vences, Padial, Plewnia & Lötters, 2023[7]
- Rhinella kumanday Caicedo-Martínez, Henao-Osorio, Arias-Monsalve, Rojas-Morales, Ossa-López, Rivera-Páez & Ramírez-Chaves, 2024[8]
- Rhinella leptoscelis (Boulenger, 1912)
- Rhinella lescurei (Fouquet, Gaucher, Blanc & Vélez-Rodriguez, 2007)
- Rhinella limensis (Werner, 1901)
- Rhinella lindae (Rivero & Castaño, 1990)
- †Rhinella loba Pérez-Ben, Gómez & Báez, 2019[9]
- Rhinella macrorhina (Trueb, 1971)
- Rhinella magnussoni (Lima, Menin & Araújo, 2007)
- Rhinella major (Müller & Hellmich, 1936)
- Rhinella manu Chaparro, Pramuk, Gluesenkamp, 2007
- Rhinella margaritifera (Laurenti, 1768)

- Rhinella marina (Linnaeus, 1758)

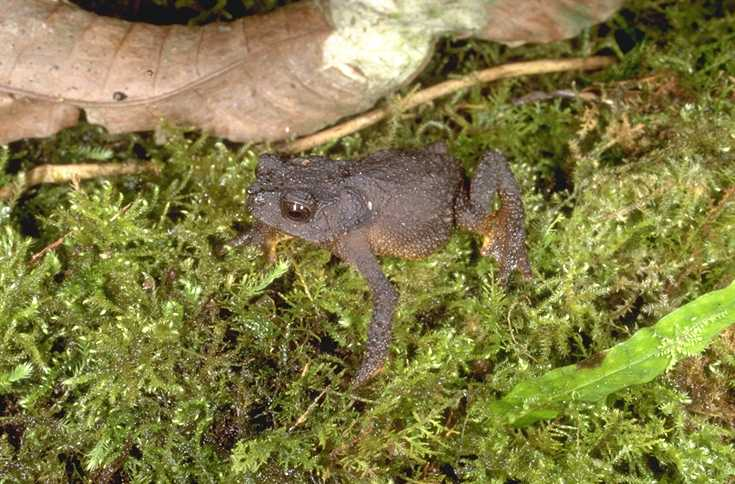
Rhinella manu

- Rhinella martyi (Fouquet, Gaucher, Blanc & Vélez-Rodriguez, 2007)
- Rhinella merianae (Gallardo, 1965)
- Rhinella mirandaribeiroi (Gallardo, 1965)
- Rhinella multiverrucosa (Lehr, Pramuk & Lundberg, 2005)
- Rhinella nattereri (Bokermann, 1967)
- Rhinella nesiotes (Duellman & Toft, 1979)
- Rhinella nicefori (Cochran & Goin, 1970)
- Rhinella ocellata (Günther, 1858)
- Rhinella ornata (Spix, 1824)
- Rhinella paraguas[10] (Grant & Bolívar-García, 2014)
- Rhinella paraguayensis (Ávila, Pansonato & Strüssmann, 2010)
- Rhinella parecis Ávila, Morais, Perez, Pansonato, de Carvalho, Rojas, Gordo & Farias, 2020[11]
- Rhinella poeppigii (Tschudi, 1845)
- Rhinella proboscidea (Spix, 1824)
- Rhinella pygmaea (Myers & Carvalho, 1952)
- Rhinella quechua (Gallardo, 1961)
- Rhinella roqueana (Melin, 1941)
- Rhinella rostrata (Noble, 1920)
- Rhinella rubescens (Lutz, 1925)
- Rhinella rubropunctata (Guichenot, 1848)
- Rhinella ruizi (Grant, 2000)

- Rhinella rumbolli (Carrizo, 1992)

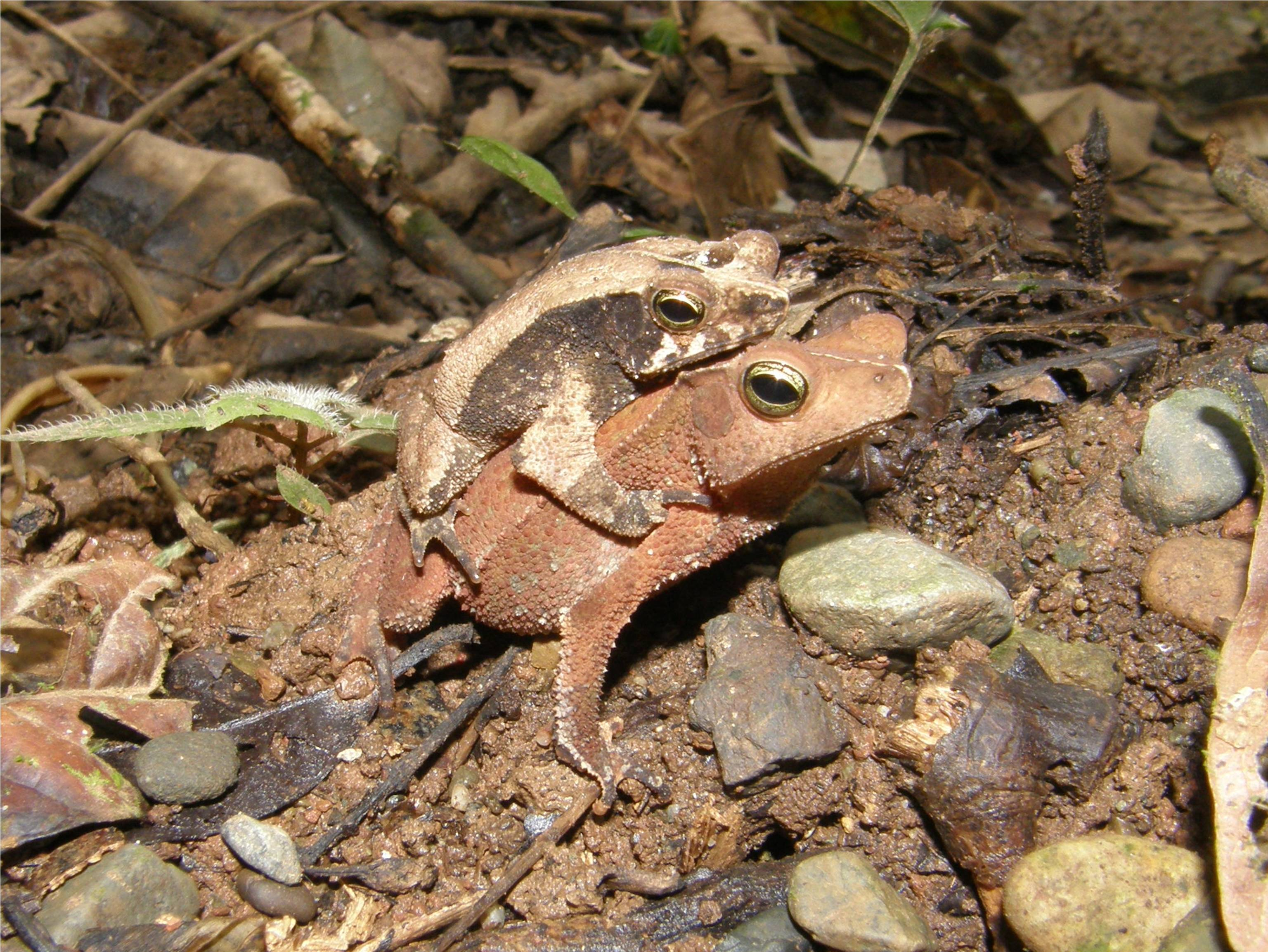
Amplexo de Rhinella margaritifera.

- Rhinella schneideri (Werner, 1894)
- Rhinella scitula (Caramaschi & de Niemeyer, 2003)
- Rhinella sclerocephala (Mijares-Urrutia & Arends-R., 2001)
- Rhinella sebbeni[6] (Vaz-Silva, Maciel, Bastos & Pombal, 2015)
- Rhinella spinulosa (Wiegmann, 1834)
- Rhinella stanlaii (Lötters & Köhler, 2000)
- Rhinella sternosignata (Günther, 1858)
- Rhinella tacana (Padial, Reichle, McDiarmid, & De la Riva, 2006)
- Rhinella tenrec (Lynch & Renjifo, 1990)
- Rhinella truebae (Lynch & Renjifo, 1990)
- Rhinella vellardi (Leviton & Duellman, 1978)
- Rhinella veraguensis (Schmidt, 1857)
- Rhinella veredas (Brandão, Maciel & Sebben, 2007)
- Rhinella yanachaga Lehr, Pramuk, Hedges & Córdova, 2007
- Rhinella yunga[12] (Moravec, Lehr, Cusi, Córdova & Gvoždík, 2014)
- Incertae sedis:
  - Bufo lacunatus Wiegmann, 1833
  - Bufo semilunatus Schneider, 1799
- Híbridos:
  - Rhinella pombali (Baldissera, Caramaschi & Haddad, 2004)